# Somovit, Plevna
Somovit (în bulgară Сомовит, în trecut Samovid, în română Samova) este un sat în comuna Guleanți, regiunea Plevna,  Bulgaria. Satul a fost locuit de români.

## Demografie
Componența etnică a satului Somovit
     Bulgari (93,15%)
     Nicio identificare (6,84%)
     Altele (0%)
La recensământul din 2011, populația satului Somovit era de 643 locuitori. Din punct de vedere etnic, majoritatea locuitorilor (93,15%) erau bulgari. Pentru 6,84% din locuitori nu este cunoscută apartenența etnică.